# كبريتيد الجرمانيوم الثنائي
كبريتيد الجرمانيوم الثنائي مركب لاعضوي للجرمانيوم من مجموعة الكبريتيدات صيغته الكيميائية GeS.

## التحضير
حضر هذا المركب أول مرة من اختزال كبريتيد الجرمانيوم الرباعي بعنصر الجرمانيوم.
يمكن أن يحضر هذا المركب أيضاً من تفاعل كلوريد الجرمانيوم الثنائي مع كبريتيد الهيدروجين:
{\displaystyle {\ce {GeCl2 + H2S -> GeS + 2HCl}}}
أو من تفاعل أكسيد الجرمانيوم الرباعي مع كبريتيد الهيدروجين بوجود وسط من غاز الهيدروجين:
{\displaystyle {\ce {GeO2 + H2S + H2 -> GeS + 2 H2O}}}

## الخواص
يوجد المركب في الشروط القياسية على هيئة صلب رمادي مسود إلى بني محمر. وهو يتفاعل عند التماس مع الماء أو الرطوبة. وهو ينحل في الأحماض مثل حمض الهيدروكلوريك:
{\displaystyle {\ce {GeS + 2HCl -> GeCl2 + H2S}}}
للمركب بنية على شكل طبقات مشابهة لبنية الفوسفور الأسود.

## الاستخدامات
يستخدم هذا المركب في مجال صناعة أشباه الموصلات.